# مهبوله
شهر مهبوله (به عربی: المهبولة) در استان احمدی در کشور کویت واقع شده‌است. جمعیت این شهر ۲۹٫۴۲۲ نفر است.